# Butrimonys

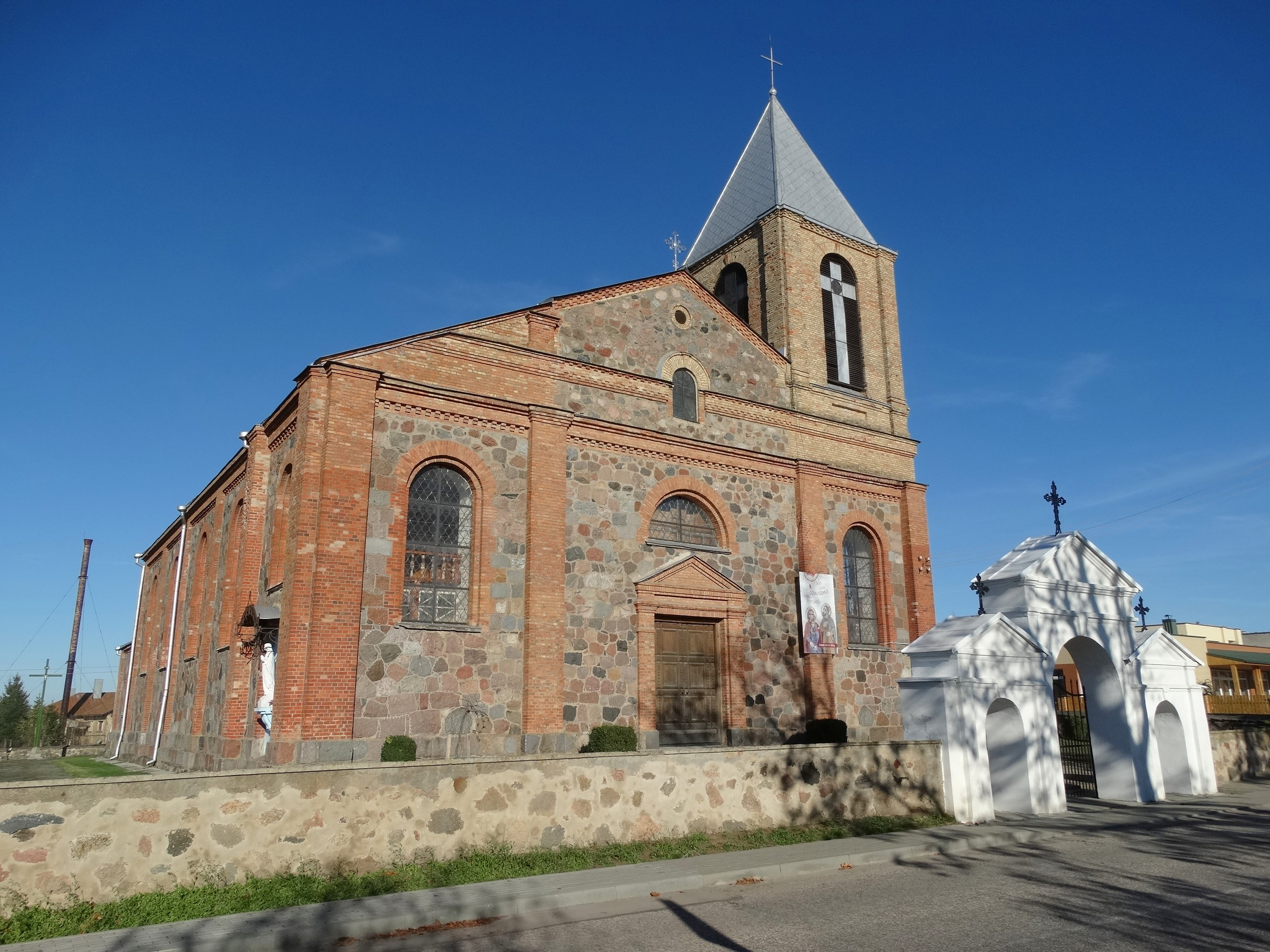
Erlöserkirche

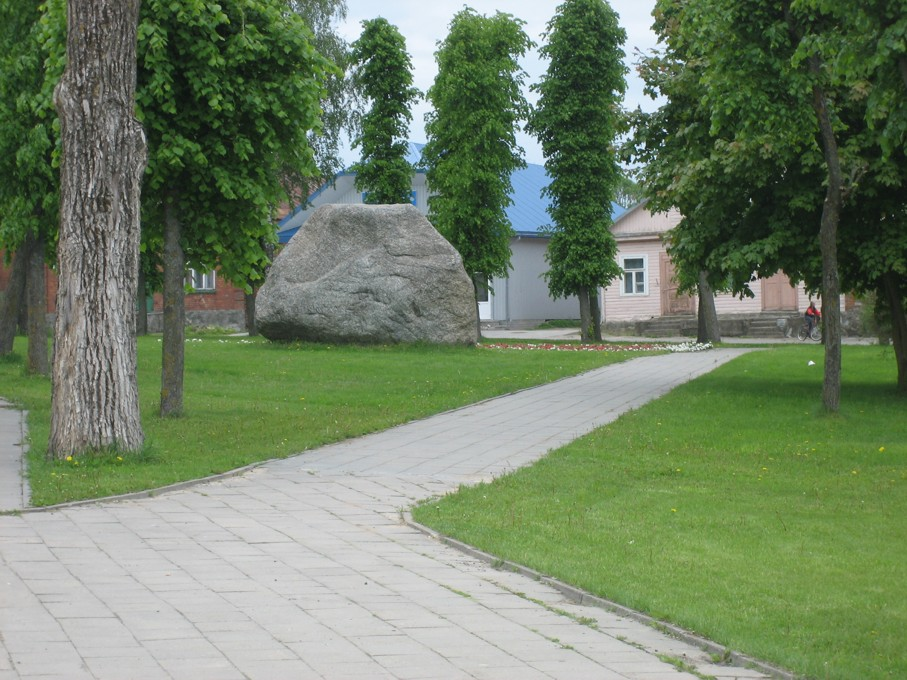
Platz im Städtchen

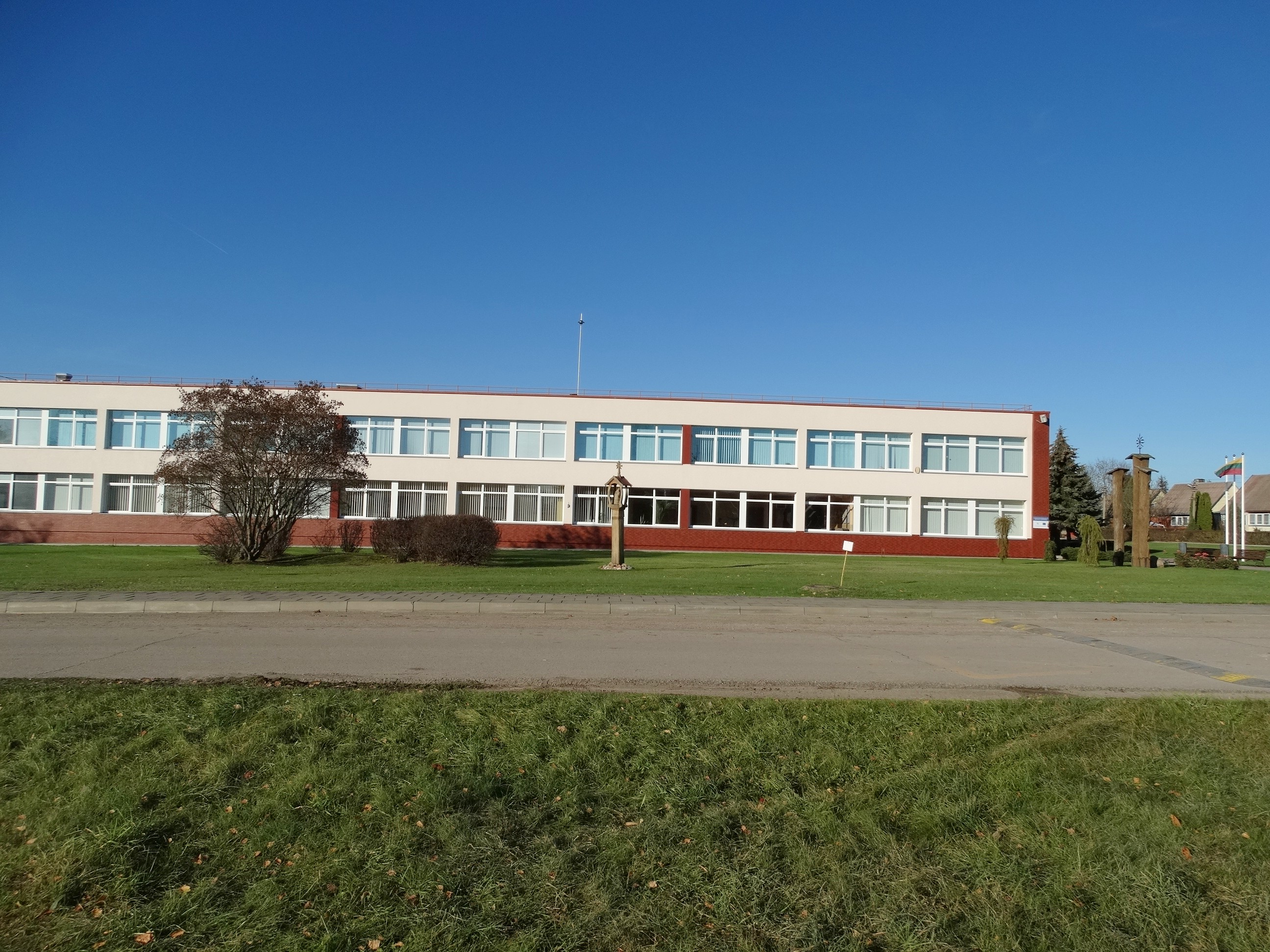
Gymnasium Butrimonys

Butrimonys ist ein Städtchen mit 941 Einwohnern in der Rajongemeinde Alytus, Zentrum des gleichnamigen Amtsbezirks und Unteramtsbezirks sowie einer katholischen Pfarrgemeinde, an der Fernstraße 4706 von Punia an der Memel im Westen nach Onuškis im Osten. Durch das Stadtzentrum fließt das Flüsschen Plasaupė. In Butrimonys gibt es ein Gymnasium (335 Schüler, 2012), ein Landeskundemuseum, eine Bibliothek, einen Kindergarten, ein Postamt (LT-64061) und eine Pferderennbahn. Die katholische Erlöserkirche wurde von 1906 bis 1926 mit kriegsbedingter Bauunterbrechung errichtet, Architekt: Antonas Filipovich-Dubovnik.

## Persönlichkeiten
- Senda Berenson Abbott (geb. Senda Valvrojenski, 1868–1954), US-amerikanische Sportlehrerin und Pionierin des Frauenbasketballs
- Bernard Berenson (geb. Bernhard Valvrojenski, 1865–1959),  Kunsthistoriker, Kunstsammler und Schriftsteller